# رشد (فیلم)
رشد (انگلیسی: Grow) فیلم کمدی بریتانیایی است که در سال ۲۰۲۵ منتشر خواهد شد. از بازیگران اصلی این فیلم می‌توان به نیک فراست و گلدا روشوول اشاره کرد.

## خلاصه داستان
یک کشاورز بداخلاقِ کدو تنبل، سرپرستی خواهرزاده‌ای را که ظاهراً یتیم شده، بر عهده می‌گیرد؛ آن هم درست پیش از برگزاری مسابقهٔ سالانه و بسیار مهم پرورش کدو تنبل که برایش اهمیت زیادی دارد.

## تولید
این فیلم به کارگردانی جان مک‌فیل و با تهیه‌کنندگی شرکت دابل نیکل انترتینمنت، با همکاری اسکای استودیوز و اورگن انترتینمنت ساخته شده است. فیلم‌نامه توسط نیک گاته، کریستوس ان. گیج، روث فلچر گیج، مارک هاکربی و نیک اوستلر نوشته شده است. تصویربرداری اصلی در سال ۲۰۲۴ در اسکاتلند انجام شد.
بازیگران این فیلم شامل گلدا روشوول، نیک فراست، جرمی سوئیفت، تیم مک‌اینرنی و جین هاروکس هستند و همچنین پرایا-رز بروک‌ول، جو ویلکینسون، کاترین درایزدیل، فیسایو آکیناده، شارون رونی و آلن کار نیز در آن ایفای نقش می‌کنند.